# Litouwen op het Eurovisiesongfestival 2019
Litouwen nam deel aan het Eurovisiesongfestival 2019 in Tel Aviv, Israël. Het was de 20ste deelname van het land aan het Eurovisiesongfestival. LRT was verantwoordelijk voor de Litouwse bijdrage voor de editie van 2019. Jurijus Veklenko vertegenwoordigde zijn land in Tel Aviv, maar wist met het lied Run with the Lions de finale niet te bereiken.

## Selectieprocedure
Zeven weken lang werd via Eurovizijos 2019 gezocht naar het Litouwse lied voor het Eurovisiesongfestival. De uiteindelijke finale vond plaats op 23 februari 2019 met 8 kandidaten. 
|         | Artiest                           | Lied                  | Jury | Televoting | Televoting | Totaal | Plaats |
| Stemmen | Artiest                           | Lied                  | Jury | Punten     |            | Totaal | Plaats |
| ------- | --------------------------------- | --------------------- | ---- | ---------- | ---------- | ------ | ------ |
| 1       | Alen Chicco                       | "Your Cure"           | 6    | 2.980      | 6          | 12     | 5      |
| 2       | Junà                              | "Strength of a Woman" | 3    | 691        | 3          | 6      | 8      |
| 3       | Henry and Tommy Modric            | "Neverpart"           | 5    | 1.186      | 5          | 10     | 6      |
| 4       | Jurgis Brūzga                     | "Ctrl Alt Delete"     | 4    | 936        | 4          | 8      | 7      |
| 5       | Jurgis Did and Erica Jennings     | "Sing!"               | 7    | 14.912     | 7          | 14     | 4      |
| 6       | Monika Marija                     | "Light On"            | 10   | 20.977     | 10         | 20     | 2      |
| 7       | Antikvariniai Kašpirovskio Dantys | "Mažulė"              | 8    | 15.699     | 8          | 16     | 3      |
| 8       | Jurijus                           | "Run with the Lions"  | 12   | 24.694     | 12         | 24     | 1      |

## In Tel Aviv
Litouwen trad aan in de tweede halve finale op 16 mei 2019. Het land wist zich zoals de gokkantoren voorspelden niet te kwalificeren voor de grote finale. Na afloop van de finale werd duidelijk dat Litouwen net 11de werd in de halve finale. Hoewel het land amper 16 punten haalde bij de vakjury's, scoorde het 77 punten bij de televoting. Het land kreeg van Ierland, Noorwegen en het Verenigd Koninkrijk 12 punten. 
1994 · 1995-1998 · 1999 · 2000 · 2001 · 2002 · 2003 · 2004 · 2005 · 2006 · 2007 · 2008 · 2009 · 2010 · 2011 · 2012 · 2013 · 2014 · 2015 · 2016 · 2017 · 2018 · 2019 · 2020 · 2021 · 2022 · 2023 · 2024 · 2025
Albanië · Armenië · Australië · Azerbeidzjan · België · Cyprus · Denemarken · Duitsland · Estland · Finland · Frankrijk · Georgië · Griekenland · Hongarije · Ierland · IJsland · Israël · Italië · Kroatië · Letland · Litouwen · Malta · Moldavië · Montenegro · Nederland · Noord-Macedonië · Noorwegen · Oostenrijk · Polen · Portugal · Roemenië · Rusland · San Marino · Servië · Slovenië · Spanje · Tsjechië · Verenigd Koninkrijk · Wit-Rusland · Zweden · Zwitserland